# Vesnický kostel (Ehrenberg)
Vesnický kostel v Ehrenbergu (německy Dorfkirche Ehrenberg), místní části města Hohnstein, je sakrální stavba náležející Evangelicko-luterské církevní obci Sebnitz-Hohnstein. Vesnický kostel pochází patrně z doby kolem roku 1500.

## Historie
Kostel v Ehrenbergu byl patrně postaven ve středověku, přesná datace však není možná. Místní tradice předpokládá existenci středověké kaple západně od současného kostela. První písemná zmínka o kostele pochází až z roku 1491, i když je mylně uváděn rok 1385. Současná stavba pochází patrně z doby kolem roku 1500. Po reformaci se stal kostel filiálním k městskému kostelu v Hohnsteinu, od roku 1663 byl opět farním. Roku 1735 získal kostel první varhany. Při renovaci v roce 1894 došlo k celkové výměně mobiliáře. Další úpravy interiéru proběhly v 60. letech 20. století, vnější omítky byly upraveny v roce 1985. Roku 1999 byly zahájeny sanační práce kvůli odstranění částí krovu napadených dřevomorkou.
Roku 1979 se staly ehrenberská a hohnsteinská farnost sesterskými a v roce 1999 se obě spojily. Od roku 2018 náleží kostel do Evangelicko-luterské církevní obce Sebnitz-Hohnstein. Kostel je pravidelně využíván k bohoslužbám. Je zapsaný jako nemovitá kulturní památka pod číslem 09254068.

## Popis
Jednolodní sálový kostel je orientovaný. Pozdně gotická stavba prošla později mnoha stavebními úpravami. Vnější stěny jsou podepřeny opěráky. Z tříosminového závěru vybíhá malá obdélná sakristie, druhá je umístěna na severní straně. Na vysoké valbové střeše je umístěný osmiboký sanktusník, jehož korouhev nese letopočet 1723. Uvnitř kostela je umístěna třístranná jednopatrová empora, na které stojí varhany z roku 1881 od budyšínské firmy Hermann Eule. Bývalý oltářní obraz z roku 1613 visí na východní stěně. 

## Okolí kostela
Kolem kostela se rozkládá hřbitov. Jižním směrem stojí patrová budova fary a také památník obětem první světové války.

## Galerie

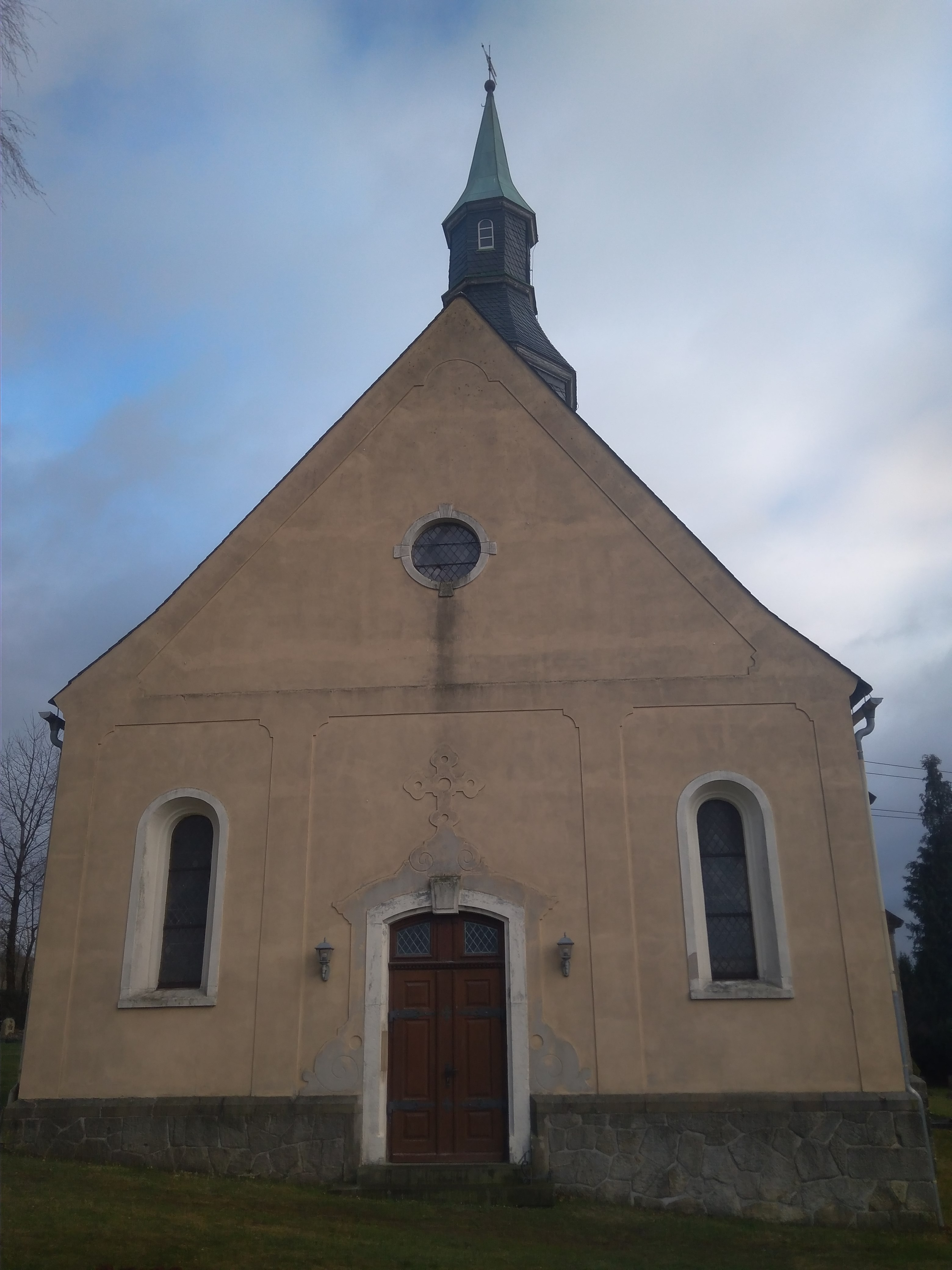
Průčelí
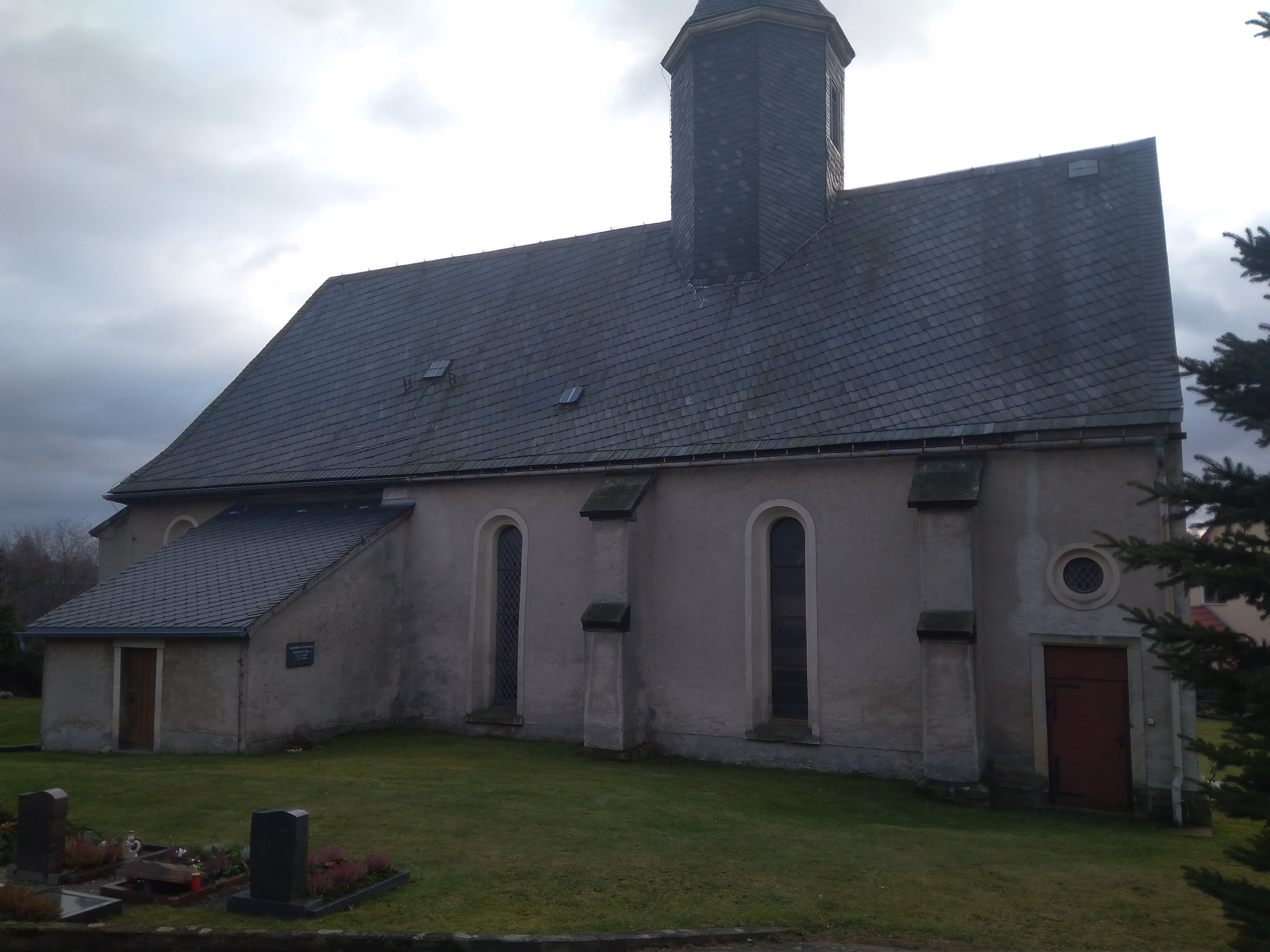
Severní stěna